# Walter Schmidt
Walter Schmidt (Bremerhaven, Alemania nazi; 2 de agosto de 1937 – Braunschweig, Alemania; 25 de octubre de 2024) fue un futbolista alemán que jugó en las posiciones de defensa y centrocampista. Era el padre del músico DJ Pari.

## Carrera

### Club
Jugó toda su carrera con el Eintracht Braunschweig de 1959 a 1970, equipo con el que jugó 299 partidos y anotó 15 goles, además de ser campeón de la Bundesliga de Alemania en 1967. 

### Selección nacional
Jugó para Alemania Federal en una ocasión en 1965.

## Tras el retiro
En 1966 mientras jugaba en la Bundesliga, Schmidt inició sus estudios para ser maestro, y al retirarse pasó a ser maestro de deportes, matemáticas y geografía.

## Logros

### Club
- Bundesliga de Alemania: 1966–67

### Individual
- Equipo ideal de la Bundesliga de Alemania en 1964-65.